# 선진공학 교육 및 연구를 위한 유럽대학 협의회

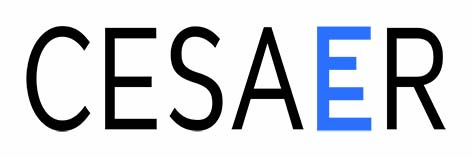

선진공학 교육 및 연구를 위한 유럽대학 협의회(Conference of European Schools for Advanced Engineering Education and Research, CESAER)는 유럽 공과대학교 사이의 비영리 조직이다. 1990년 5월 10일 설립되었으며 본부는 벨기에 뢰번에 있다.

## 구성원
| 국가       | 대학교 |
| ---------- | --- |
| 그리스     | 테살로니키 아리스토텔레스 대학교 국립 아테네 공과대학교 크레테 공과대학교 |
| 오스트리아 | 빈 공과대학교 |
| 벨기에     | 뢰번 가톨릭 대학교 루뱅 가톨릭 대학교 헨트 대학교 |
| 체코       | 브르노 공과대학교 체코 프라하 공과대학교 |
| 덴마크     | 올보르 대학교 덴마크 공과대학교 |
| 에스토니아 | 탈린 공과대학교 |
| 핀란드     | 알토 대학교 |
| 프랑스     | CentraleSupélec (에콜 상트랄 / 수펠레크) 프랑스 항공대학교 네트워크 그르노블 공과대학교 국립 리옹 응용과학대학교 국립 툴루즈 응용과학대학교 파리 공과대학교                   |
| 독일       | 하노버 대학교 아헨 공과대학교 베를린 공과대학교 다름슈타트 공과대학교 드레스덴 공과대학교 일메나우 공과대학교 뮌헨 공과대학교 카를스루에 공과대학교 브라운슈바이크 공과대학교 |
| 헝가리     | 부다페스트 기술경제대학교 |
| 아일랜드   | 더블린 대학교 |
| 이스라엘   | 테크니온 - 이스라엘 공과대학교 |
| 이탈리아   | 밀라노 공과대학교 토리노 공과대학교 피렌체 대학교 |
| 리투아니아 | 카우나스 공과대학교 |
| 네덜란드   | 델프트 공과대학교 에인트호번 공과대학교 트벤테 대학교 |
| 노르웨이   | 노르웨이 과학기술대학교 |
| 폴란드     | 포즈난 공과대학교 바르샤바 공과대학교 그단스크 공과대학교 |
| 포르투갈   | 리스본 대학교 우수공과대학 포르투 대학교 |
| 루마니아   | 부쿠레슈티 공과대학교 |
| 러시아     | 톰스크 공과대학교 |
| 스페인     | 마드리드 공과대학교 발렌시아 공과대학교 카탈루냐 공과대학교 |
| 스웨덴     | 찰머스 공과대학교 왕립 공과대학교 룬드 공과대학교 |
| 스위스     | 로잔 연방 공과대학교 취리히 연방 공과대학교 |
| 튀르키예   | 이스탄불 공과대학교 |
| 영국       | 헤리엇-와트 대학교 |